# دانشگاه امیر سلطان

## معرفی
دانشگاه امیر سلطان (PSU) (عربی: جامعة الأمیر سلطان)، واقع در ریاض، عربستان سعودی اولین دانشگاه خصوصی است که در عربستان سعودی تأسیس شده‌است. این انجمن متعلق به انجمن بشر دوستانه علوم شهر ریاض است که آن را به افتخار اولین حامی خود، شاهزاده سلطان نامگذاری کرده‌است.
این مجموعه در ابتدا به عنوان کالج خصوصی شاهزاده سلطان در سال ۱۹۹۹ تأسیس شد و در سال ۲۰۰۳ عنوان دانشگاه را دریافت کرد. این دانشگاه تعدادی رشته در مقاطع کارشناسی و کارشناسی ارشد در زمینه‌های مختلف بازرگانی، فنی و علوم انسانی ارائه می‌دهد.